# Wiggenhall St Mary the Virgin
Wiggenhall St Mary the Virgin är en by i civil parish Wiggenhall St. Germans, i distriktet King's Lynn and West Norfolk, i grevskapet Norfolk i England. Byn är belägen 7 km från King's Lynn. Wiggenhall St Mary the Virgin var en civil parish fram till 1988 när blev den en del av Wiggenhall St Germans. Civil parish hade 252 invånare år 1961.